# Мардинский жестовый язык
Мардинский жестовый язык — жестовый язык, который возник на юго-востоке Турции в городе Мардин. Он выработался внутри семьи по фамилии Dilsiz (с турецкого — «безъязыкие») из-за частых случаев проявления наследственной глухоты среди её членов. Жестовым языком владеют как лишённые слуха, так и слышащие представители семьи. 
Язык сформировался в 1930-х годах и передавался на протяжении четырёх поколений. Он использовался в быту и семейных церемониях, таких, как свадьбы. До середины 1980-х семья почти не покидала родной город Мардин, в котором не было учебных заведений или клубов для неслышащих, поэтому мардинский жестовый язык не контактировал с турецким жестовым языком. Глухие дети вовсе не посещали школы. Приблизительно с 1985 года члены семьи стали переезжать в Стамбул и Измир. Неслышащие представители оказались вовлечены в сообщества глухих этих городов, использующие турецкий жестовый язык. Из-за этого мардинский язык оказался под угрозой исчезновения: по данным 2012 года он перестал усваиваться детьми. Мардинский жестовый язык сохраняется за счёт слышащих носителей, которые не были интегрированы в сообщество глухих крупных городов и не усвоили турецкий жестовый язык: билингвальные глухие общаются с ними на семейном жестовом языке, но для общения между собой и с другими неслышащими людьми используют турецкий жестовый язык.
Основным устным языком семьи был диалект арабского языка, который оказал влияние на семейный жестовый язык: в частности, ряд знаков снабжается арабским проговариванием. В мардинском жестовом языке используется двадцатеричная система счисления: 40 обозначается как «20 × 2», 60 — как «20 × 3» и так далее. Для числа 50 выделен особый жест, который вовлечён также в образование жестов 70 («2 + 50») и 90 («4 + 50»). Отдельный жест имеется для передачи числа 75. Кроме того, в мардинском жестовом языке числительные могут образовываться по схеме вычитания: например, 18 может быть передано как «20 - 2». Двадцатеричная система счисления и схема вычитания не встречались в крупных жестовых языках сообществ глухих.
Мардинский жестовый обычно относят к деревенским жестовым языкам: он возник в естественно сформировавшемся сообществе с высокой долей глухих, и им владеют в том числе слышащие люди. Внутри категории деревенских языков он, однако, стоит особняком, поскольку язык не в полной мере соответствует традиционному сценарию «деревни глухих»: он не распространился на весь город Мардин, а используется в пределах одной семьи.

## Комментарии
1. 1 2  Здесь жесты «2» и «4» используются в смысле «20» и «40» соответственно.